# Hemerobius bistrigatus
Hemerobius bistrigatus is een insect uit de familie van de bruine gaasvliegen (Hemerobiidae), die tot de orde netvleugeligen (Neuroptera) behoort. 
Hemerobius bistrigatus is voor het eerst wetenschappelijk beschreven door Currie in 1904.